# Odoiporus longicollis
Espèce
Odoiporus longicollis, charançon foreur du pseudo-tronc du bananier, est une espèce d'insectes coléoptères de la famille des Curculionidae, originaire du sud de l'Asie. C'est l'un des plus importants ravageurs des bananiers et plantains.

## Synonymes
- Calandra longicollis Olivier
- Sphenophorus planipennis Gyllenhal[2].

## Distribution
Odoiporus longicollis se rencontre dans le sud de l'Asie, notamment en Inde, Chine, Malaisie, Indonésie et Thaïlande, pays dans lesquels c'est le principal ravageurs des bananiers, qui représente une menace pour le système de production de bananes et de plantains.
Il est probable qu'il soit originaire du Sud-est asiatique, qui est aussi le centre d'origine des bananiers.